# Серія 182 «Мобіль»
182 «Мобіль» — серія великопанельних 5, 9 і 10-поверхових житлових будинків. Розроблена на заміну серії КПД-4570 у 1987 в КиївЗНДІЕП для віддалених районів для невеликих комбінатів панельного домобудування із місцевих матеріалів, має невелику номенклатуру виробів. Тому в Україні часто забудовували військові містечка. За межами України серія зустрічається в Росії та Казахстані.

## Опис
Всі кроки 3,6 м. Прогони кратні 1,8 м до 5,4 м. Висота поверху 2,8 м. Машинне відділення ліфта виконано на 9 поверсі, тобто ліфт підіймається тільки до 8 поверху 9-поверхового будинку, тому будинки не мають ліфтової надбудови на даху і це є найбільш пізнаваною рисою серії. Иншими рисами є: характерний рельєф і оздоблення плиткою панелей; низькі вікна технічного поверху завширшки у вікна кімнат; розділення торцевої стіни швами на панелі завширшки по 1,8 м.

## Світлини

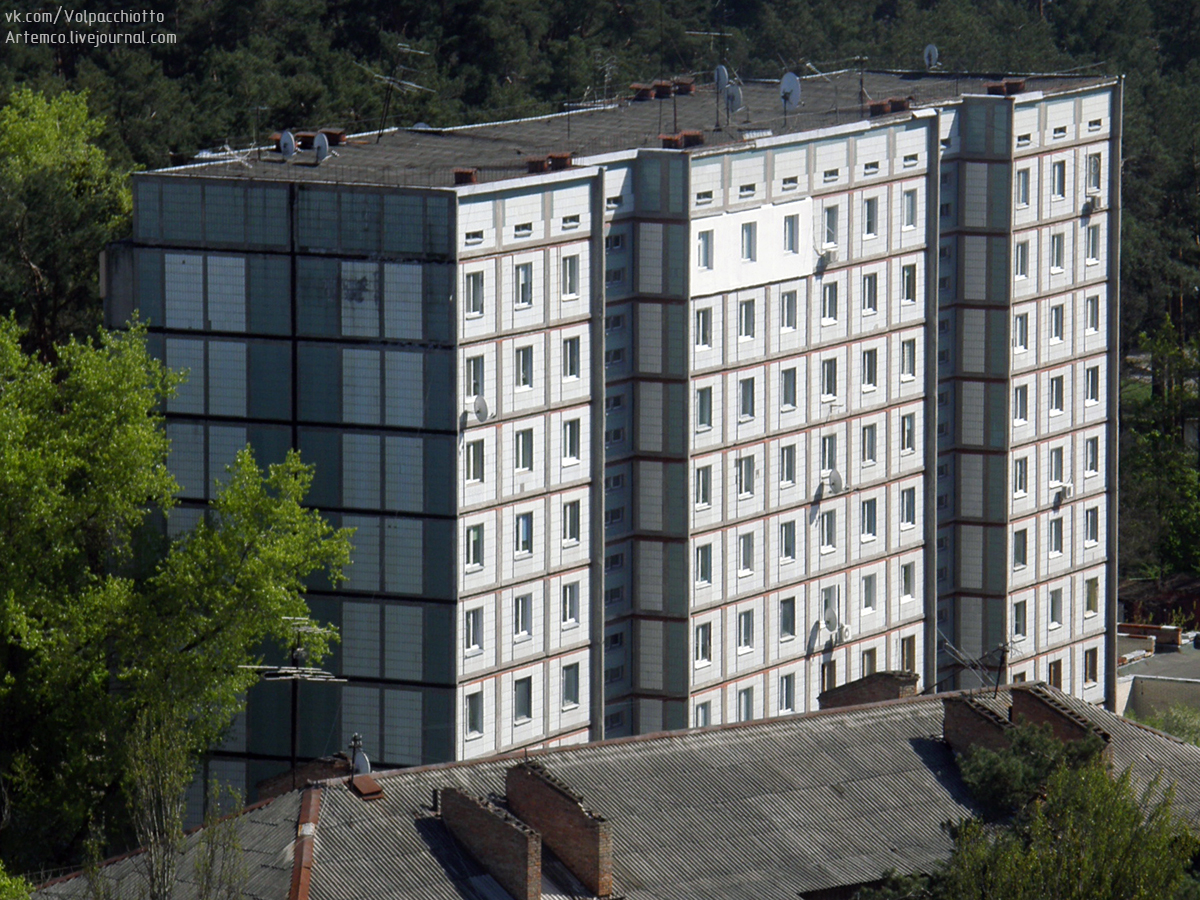
Київ, Рембаза, вул. Поліська, 10, 1991 р.
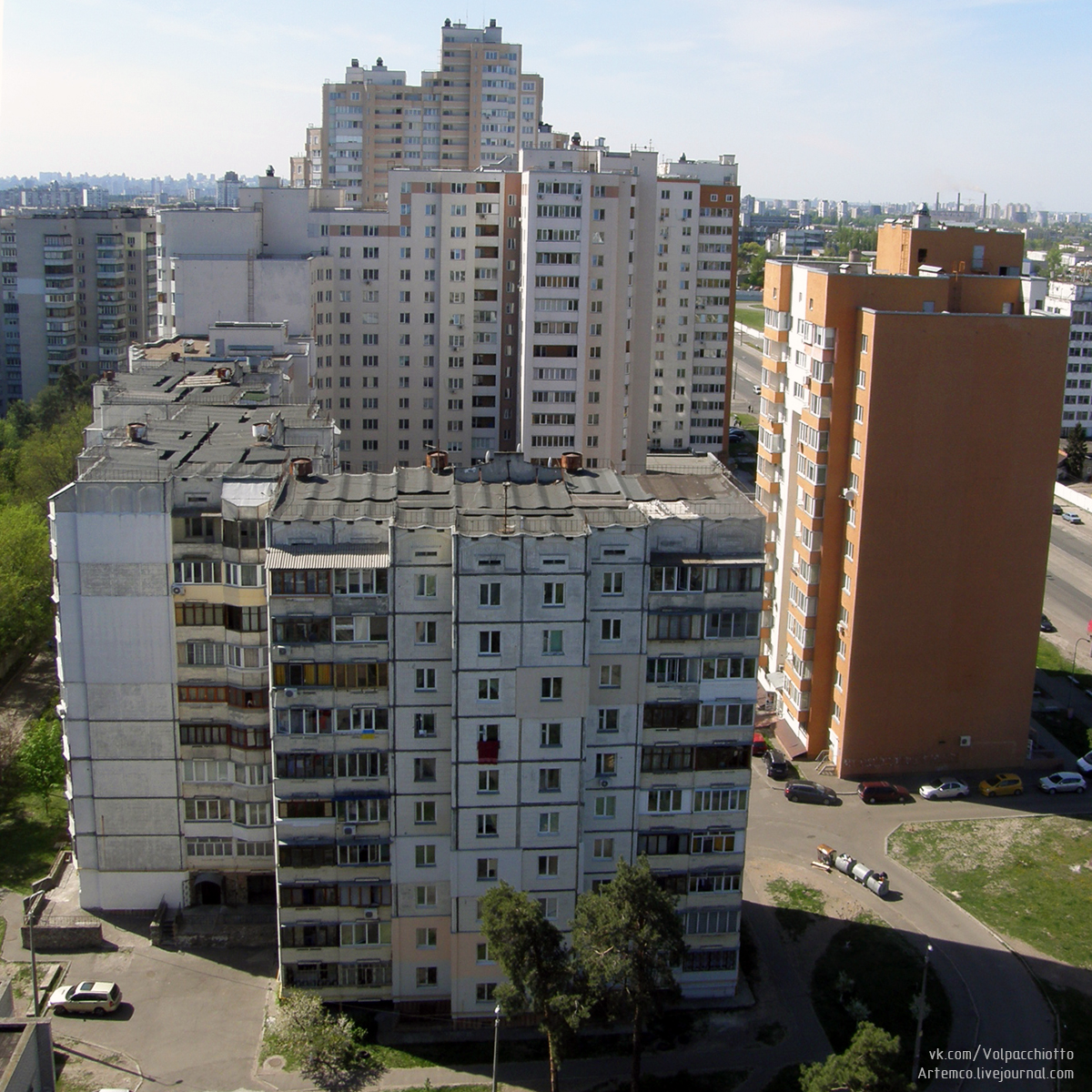
Київ, Рембаза, вул. Бориспільська, попереду № 26, 1997 р.
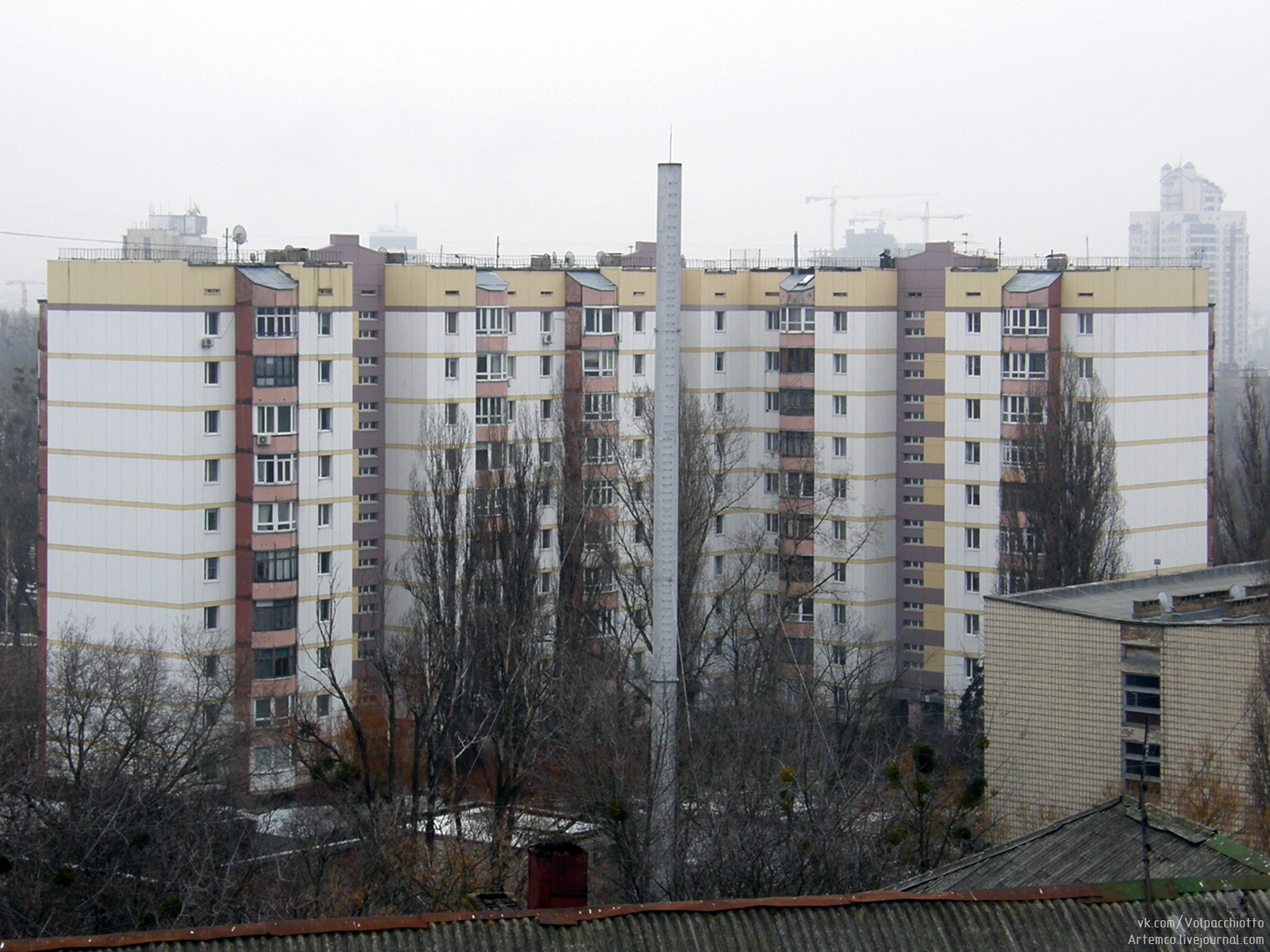
Київ, вул. Зоологічна, 6в, 1998 р.
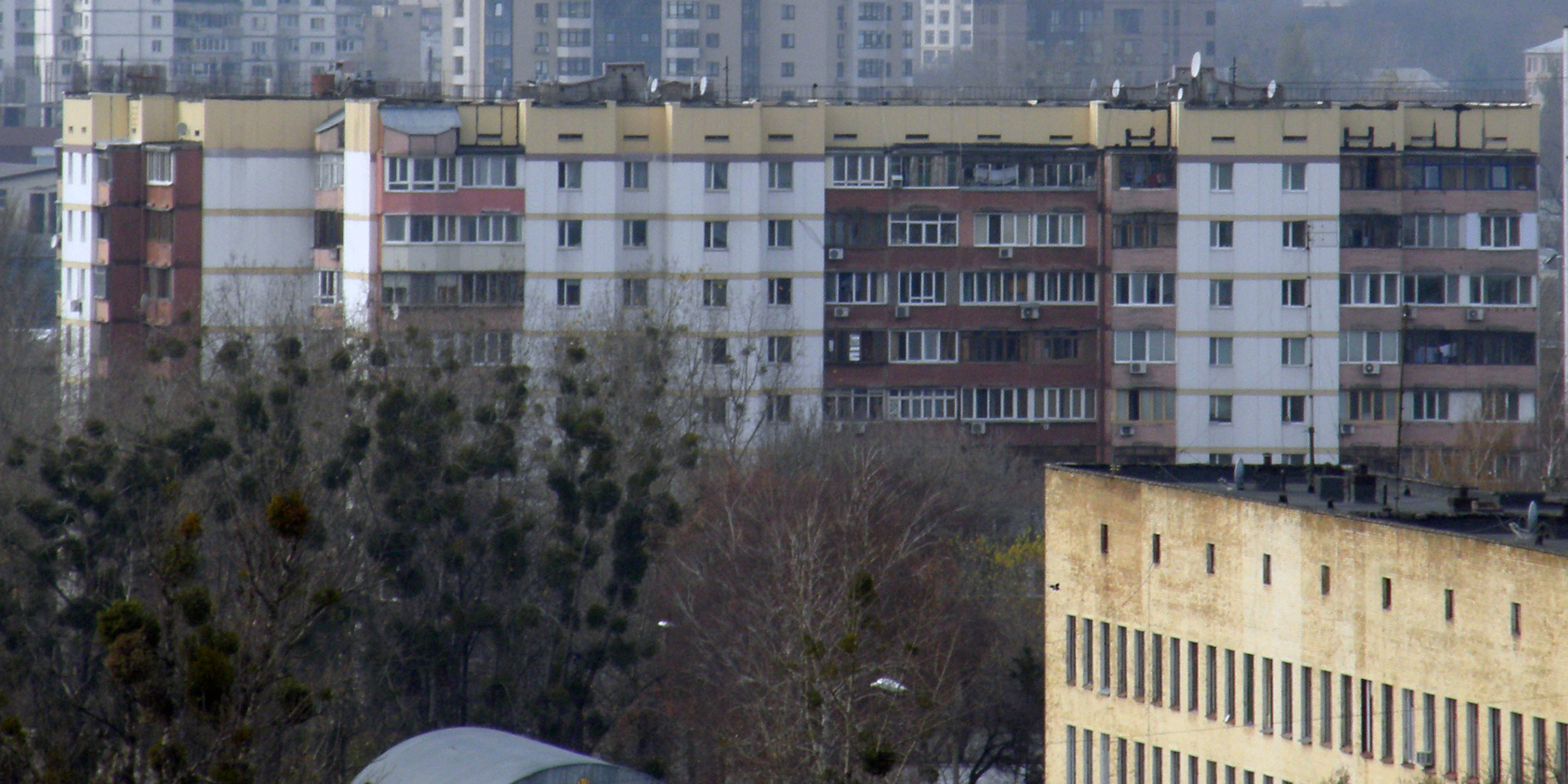
Київ, вул. Зоологічна, 6в, 1998 р.
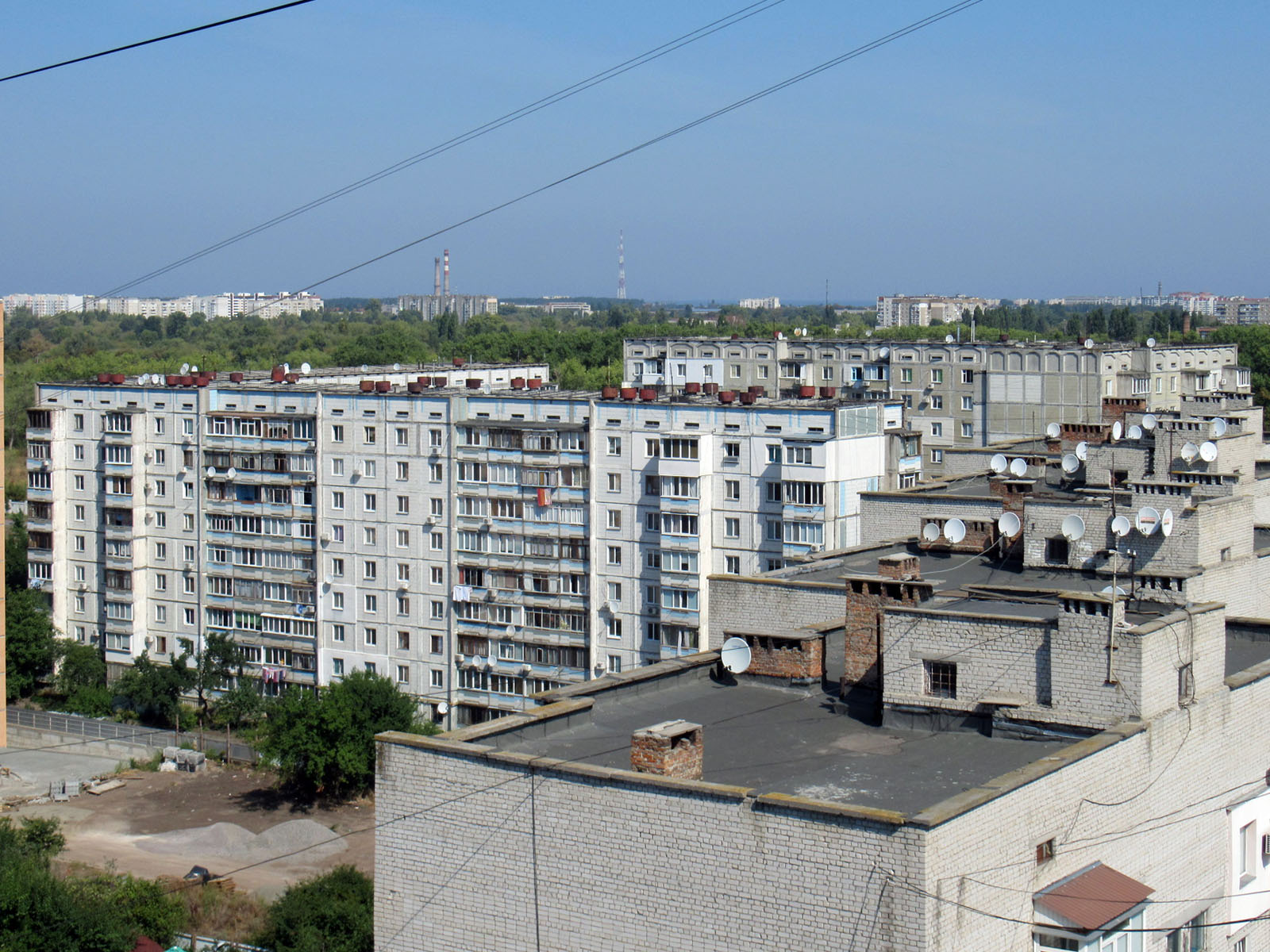
Черкаси, Південно-Західний, вул. Смілянська, 128, далі 128/1
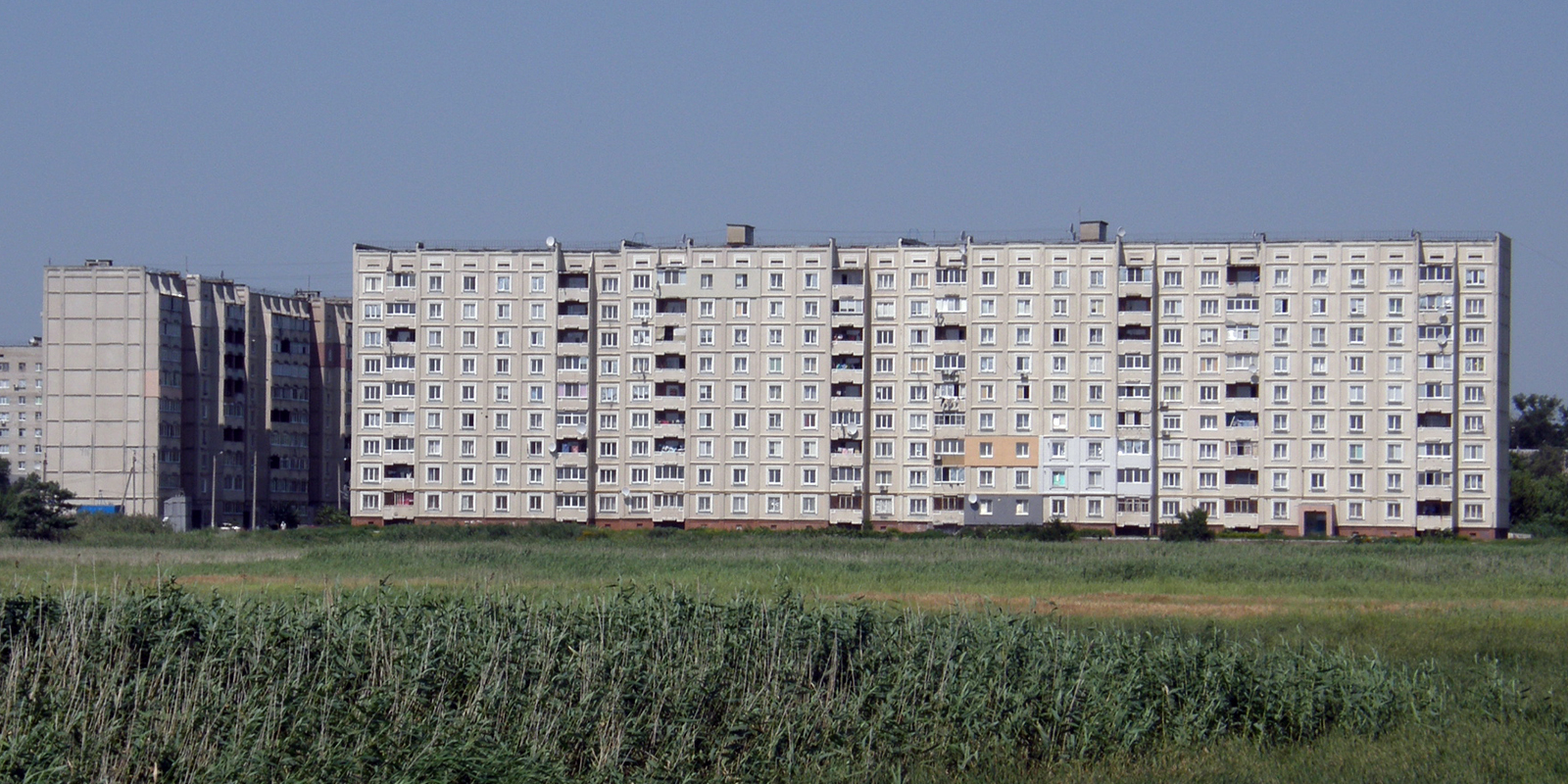
Балаклія, вул. Центральна, 2 а і б
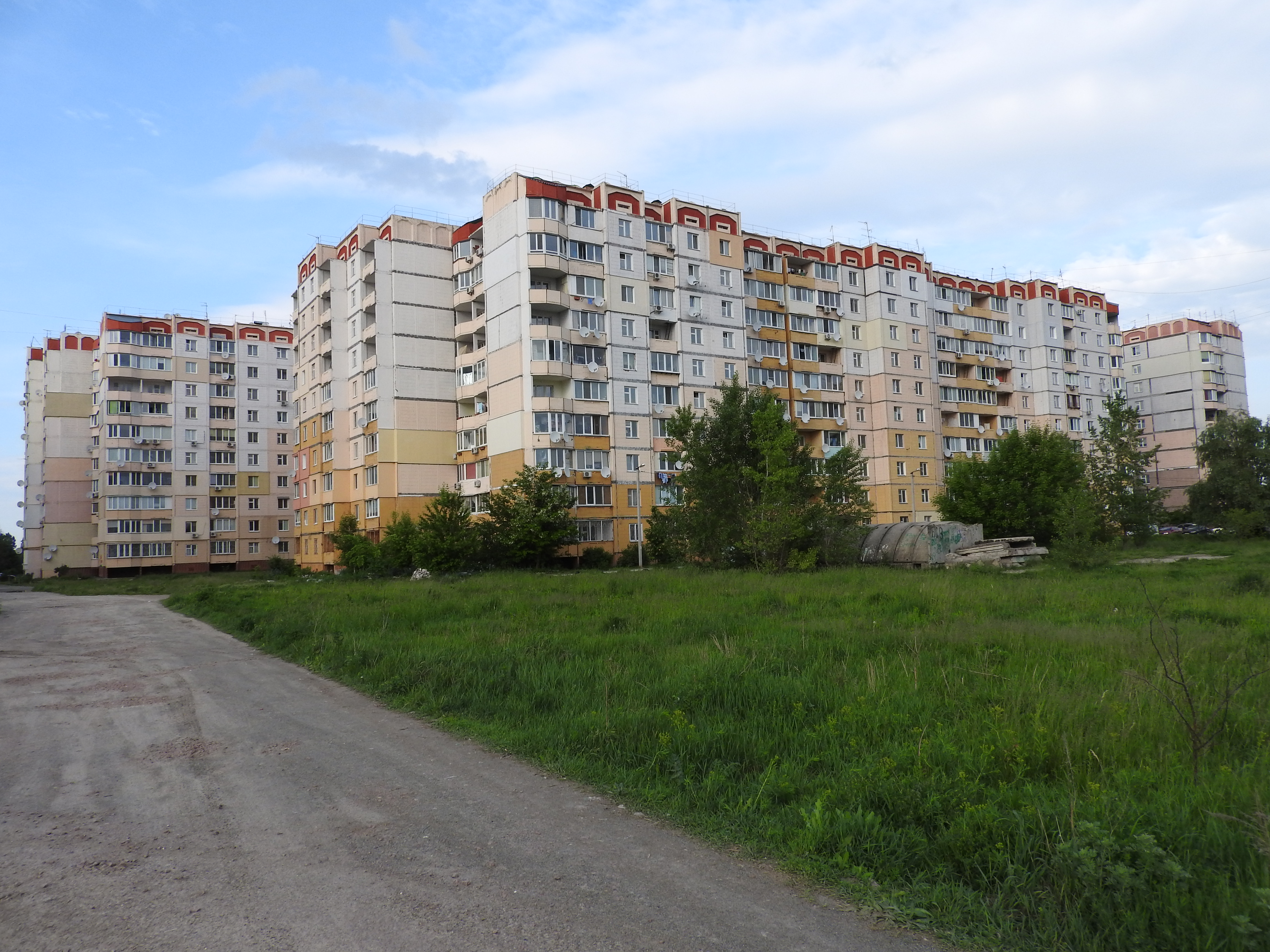
Бориспіль, мікрорайон Моноліт
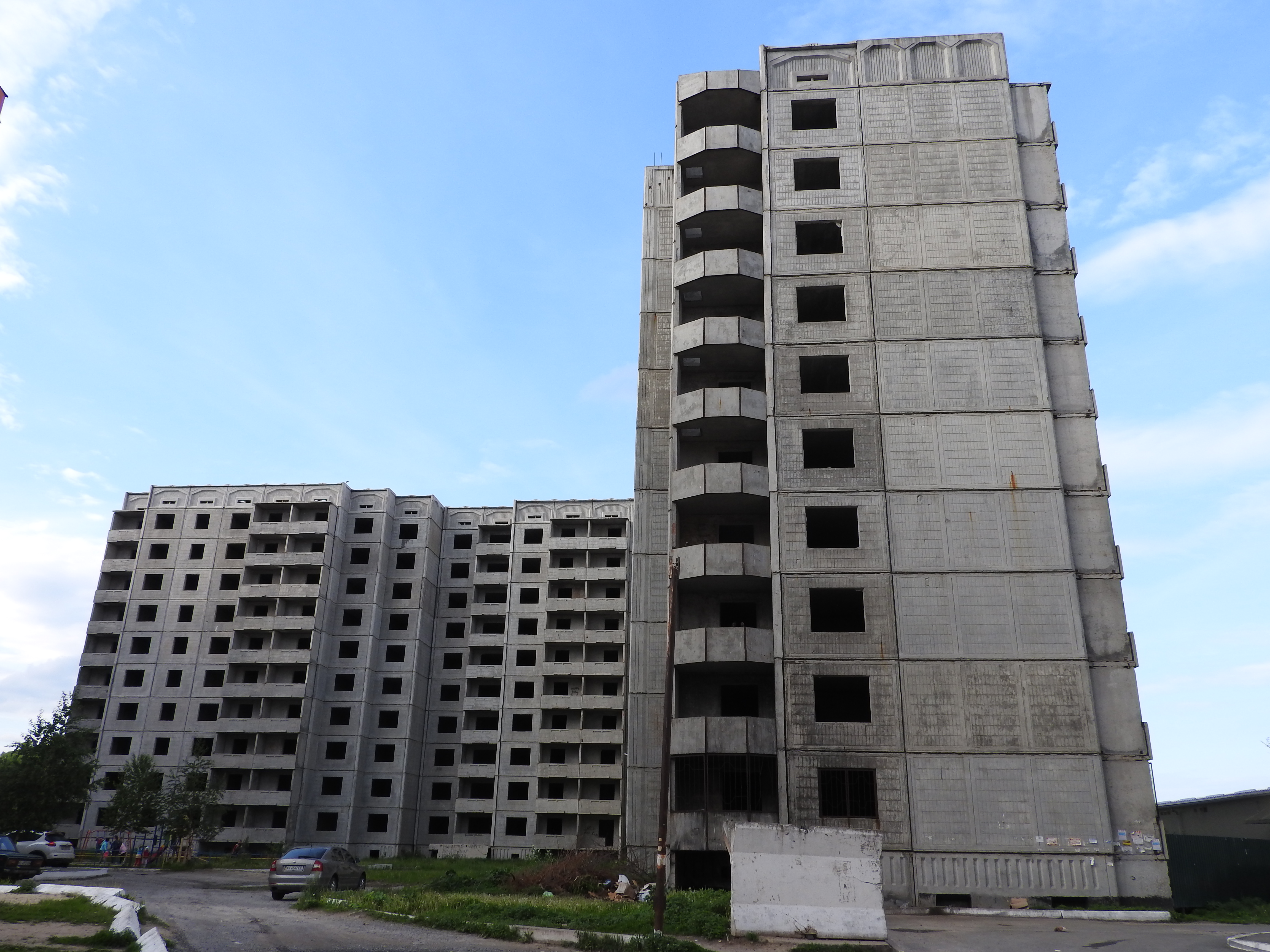
Бориспіль, мікрорайон Моноліт, вул. Старокиївська, 97
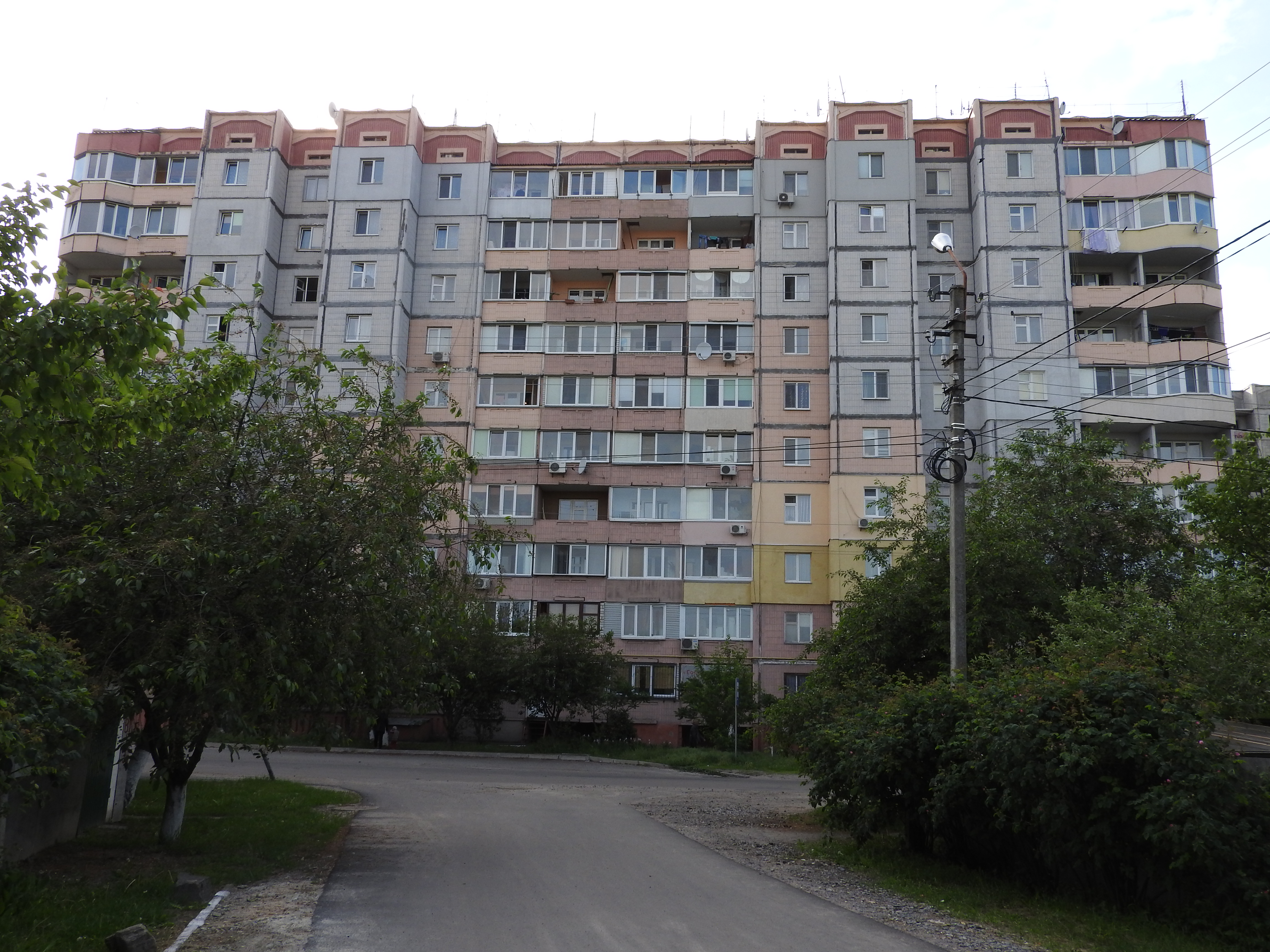
Бориспіль, мікрорайон Моноліт, вул. Володимира Момота, 44
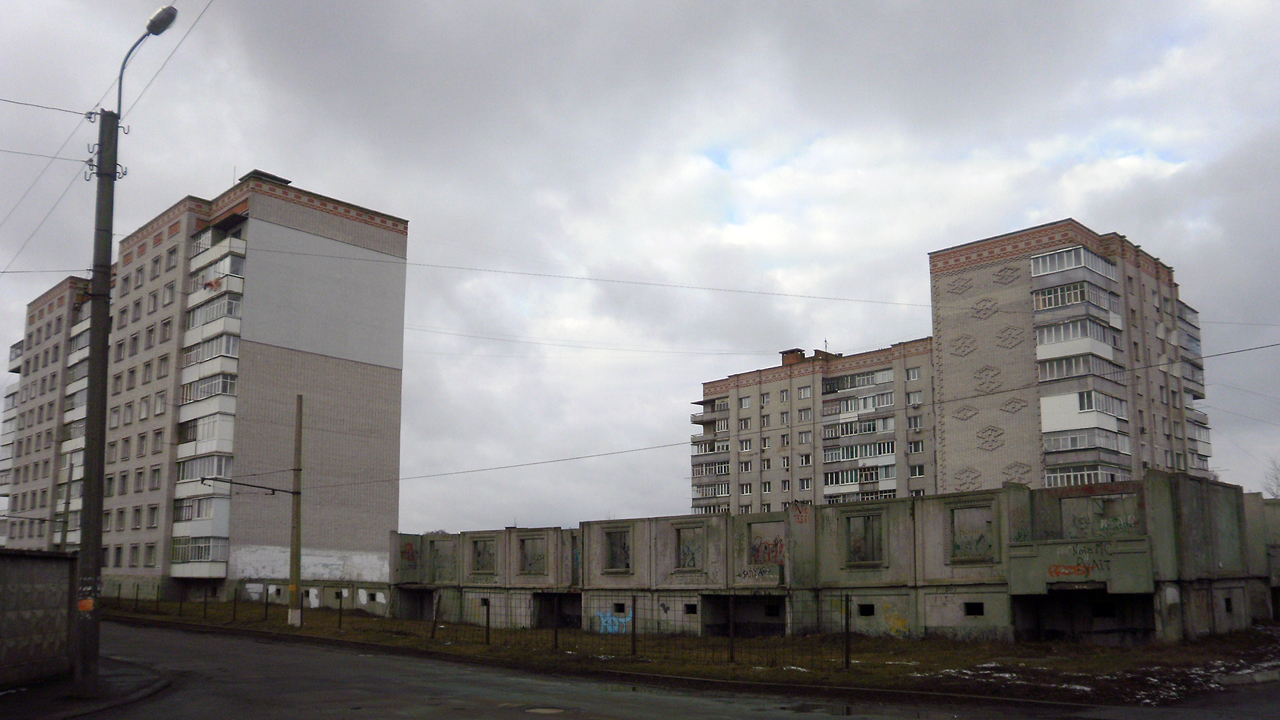
Конотоп, недобуд по вул. Свободи
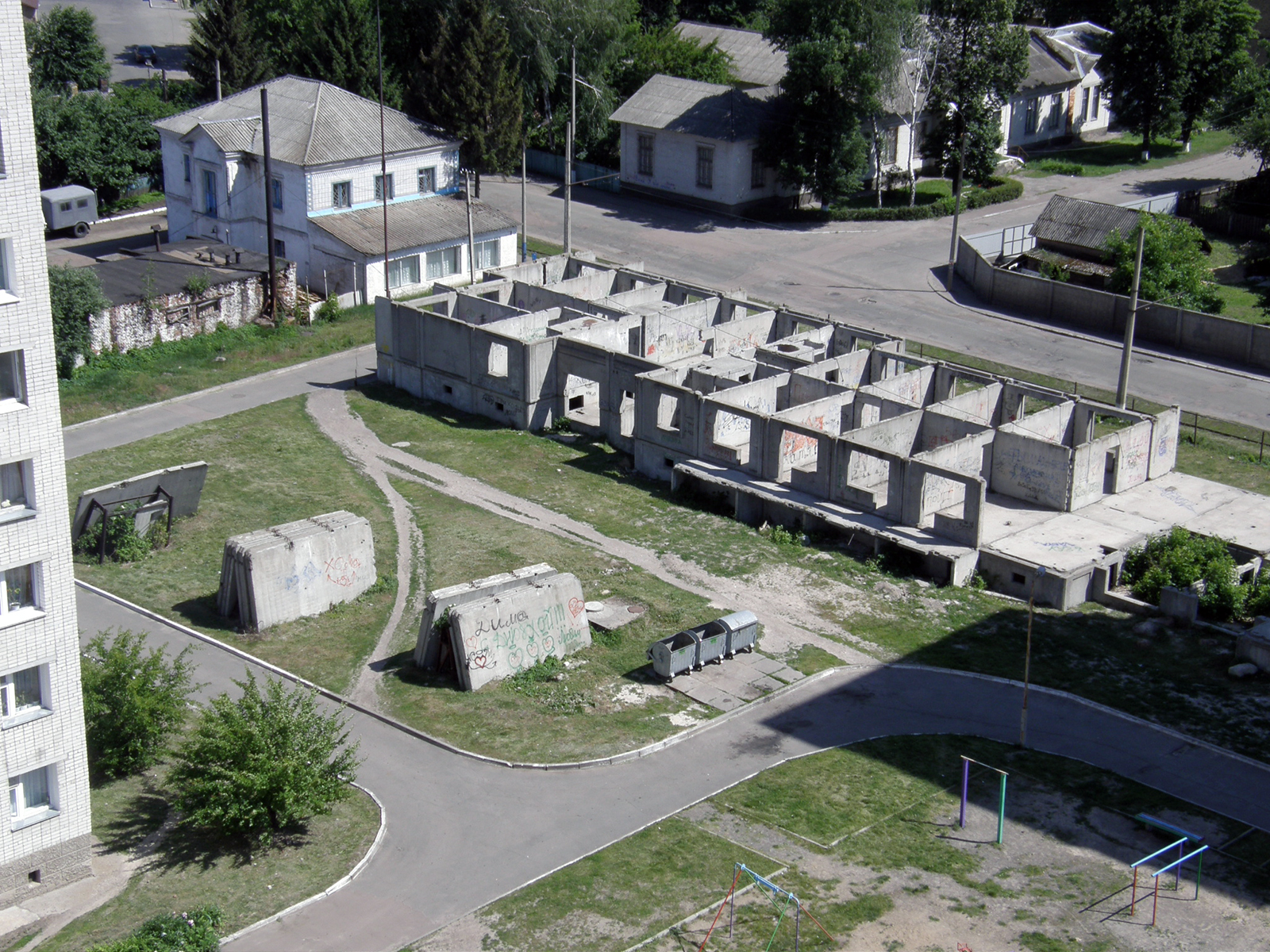
Конотоп, недобуд по вул. Свободи

## Вплив на топоніміку
В передмісті Харкова селищі Пісочин є мікрорайон «Мобіль», майже всі житлові будинки якого зібрані з деталей серії виробництва Курязького ДБК із сусіднього селища Надточії. Слід зазначити, що пізніші будинки мають хід ліфта на всі поверхи і тому ліфтову надбудову, на відміну від перших.